# Anaco
Anaco é uma cidade da Venezuela localizada no estado de Anzoátegui. Anaco é a capital do município de Anaco.